# Мокра Весь (Мазовецьке воєводство)
Мокра Весь (пол. Mokra Wieś) — село в Польщі, у гміні Тлущ Воломінського повіту Мазовецького воєводства.
Населення — 655 осіб (2011).
У 1975-1998 роках село належало до Остроленцького воєводства.

## Демографія
Демографічна структура станом на 31 березня 2011 року:
|          | Загалом | Допрацездатний вік | Працездатний вік | Постпрацездатний вік |
| -------- | ------- | ------------------ | ---------------- | -------------------- |
| Чоловіки | 335     | 94                 | 210              | 31                   |
| Жінки    | 320     | 66                 | 187              | 67                   |
| Разом    | 655     | 160                | 397              | 98                   |